# Myrmarachne caliraya
Myrmarachne caliraya là một loài nhện trong họ Salticidae.
Loài này thuộc chi Myrmarachne. Myrmarachne caliraya được Alberto Barrion & James A. Litsinger miêu tả năm 1995.